# Selinum wallichianum
Selinum wallichianum är en flockblommig växtart som först beskrevs av Dc., och fick sitt nu gällande namn av Mukat Behari Raizada och H.O.Saxena. Selinum wallichianum ingår i släktet krusfrön, och familjen flockblommiga växter. Utöver nominatformen finns också underarten S. w. elata.